# Spelobia tuberculosa
Spelobia tuberculosa är en tvåvingeart som beskrevs av Marshall 1985. Spelobia tuberculosa ingår i släktet Spelobia och familjen hoppflugor. Inga underarter finns listade i Catalogue of Life.